# Лазарев, Владимир (шахматист)
Владимир Лазарев (род. 5 января 1964, Саратов) — французский шахматист, гроссмейстер (2000).
С 2000 года проживает во Франции в Париже.

## Биография
Научившись играть в шахматы в пятнадцать лет, Владимир Лазарев вступил в шахматный клуб в своем родном городе Саратове и быстро развивался под руководством международного мастера Александра Асташина. Получил звание Международного Мастера в 1991 году. Сыграл множество турниров в России.
1993 году одержал престижную победу над Александром Морозевичем. Лазарев женился на шахматистке латвийского происхождения Анде Шафранской.
Лазарев стал тренировать молодых шахматистов в Вильпенте, но продолжает играть в нескольких турнирах.
Жена — WGM, многократная чемпионка Латвии по шахматам, ныне представляющая Францию Анда Шафранска.

## Турниры
- Победитель турнира Алуште (1993)[1]
- Победитель Международного Открытого турнира Лиона (1999, 2000)
- Победитель Международного Открытого турнира Лозанны (2004)
- Победитель Открытой Роны (2007)
- Второе место «International Open Positano» (2005)
- Третье место на «Open the Rhône» (2005)
- Третье место в International Open Monti, (Сардиния) (2005)

## Изменения рейтинга
| Графики недоступны из-за технических проблем. См. информацию на Фабрикаторе и на mediawiki.org. |